# Holešov
Holešov (en latin : Holesow ; en allemand : Holleschau ; en hébreu : העלשויא) est une ville du district de Kroměříž, dans la région de Zlín, en République tchèque. Sa population s'élevait à 11 616 habitants en 2025.

## Géographie
Holešov se trouve à 14 km à l'est-nord-est de Kroměříž, à 14 km au nord-ouest de Zlín, à 73 km à l'est-nord-est de Brno et à 241 km à l'est-sud-est de Prague.

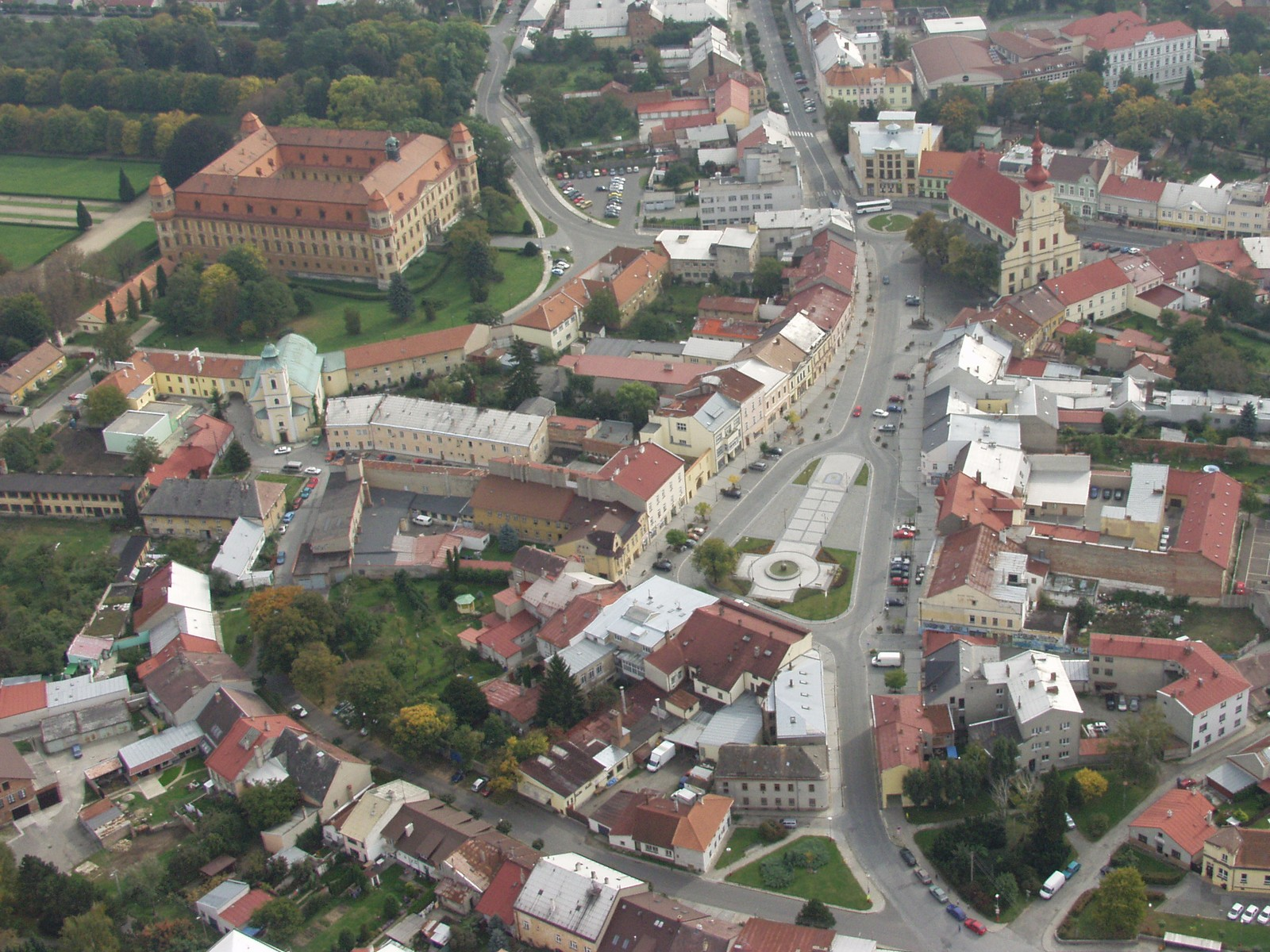
Holešov : vue aérienne du centre.

La commune est limitée par Rymice, Bořenovice, Prusinovice, Jankovice et Chomýž au nord, par Brusné à l'est, par Lukoveček, Přílepy, Martinice, Zahnašovice et Třebětice au sud, et par Pravčice et Němčice à l'ouest.

## Histoire
La première mention de la localité remonte à 1131.
Jusqu'en 1918, la commune faisait partie de l'Autriche-Hongrie sous le nom de Holešov-Holleschau : pogrom de 1918.
Jusqu'à la Seconde Guerre mondiale, il y avait une importante communauté juive, établie là depuis le XVIe siècle.

## Population
Recensements (*) ou estimations de la population :
| 1869* | 1880* | 1890* | 1900* | 1910* | 1921* | 1930*  |
| ----- | ----- | ----- | ----- | ----- | ----- | ------ |
| 6 924 | 7 267 | 8 012 | 8 907 | 9 875 | 9 714 | 10 184 |

| 1950* | 1961*  | 1970*  | 1980*  | 1991*  | 2001*  | 2011*  |
| ----- | ------ | ------ | ------ | ------ | ------ | ------ |
| 9 759 | 10 994 | 10 972 | 12 317 | 12 717 | 12 463 | 11 755 |

| 2014   | 2015   | 2016   | 2017   | 2018   | 2019   | 2020   |
| ------ | ------ | ------ | ------ | ------ | ------ | ------ |
| 11 726 | 11 602 | 11 638 | 11 623 | 11 626 | 11 606 | 11 579 |

| 2021*  | 2022   | 2023   | 2024   | 2025   | - | - |
| ------ | ------ | ------ | ------ | ------ | - | - |
| 11 519 | 11 755 | 11 538 | 11 556 | 11 616 | - | - |

## Patrimoine
- Château d'Holešov

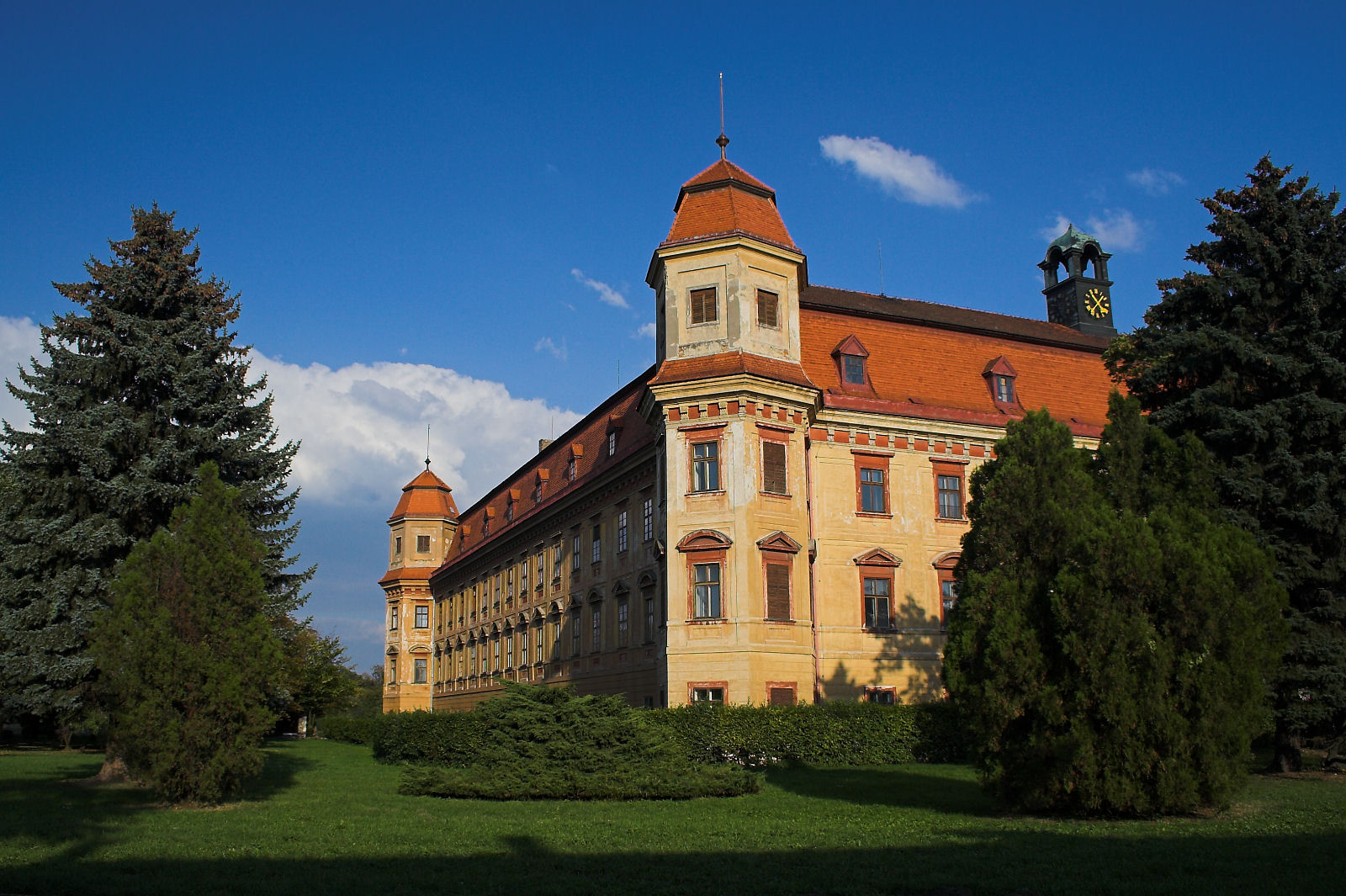
Château d'Holešov.
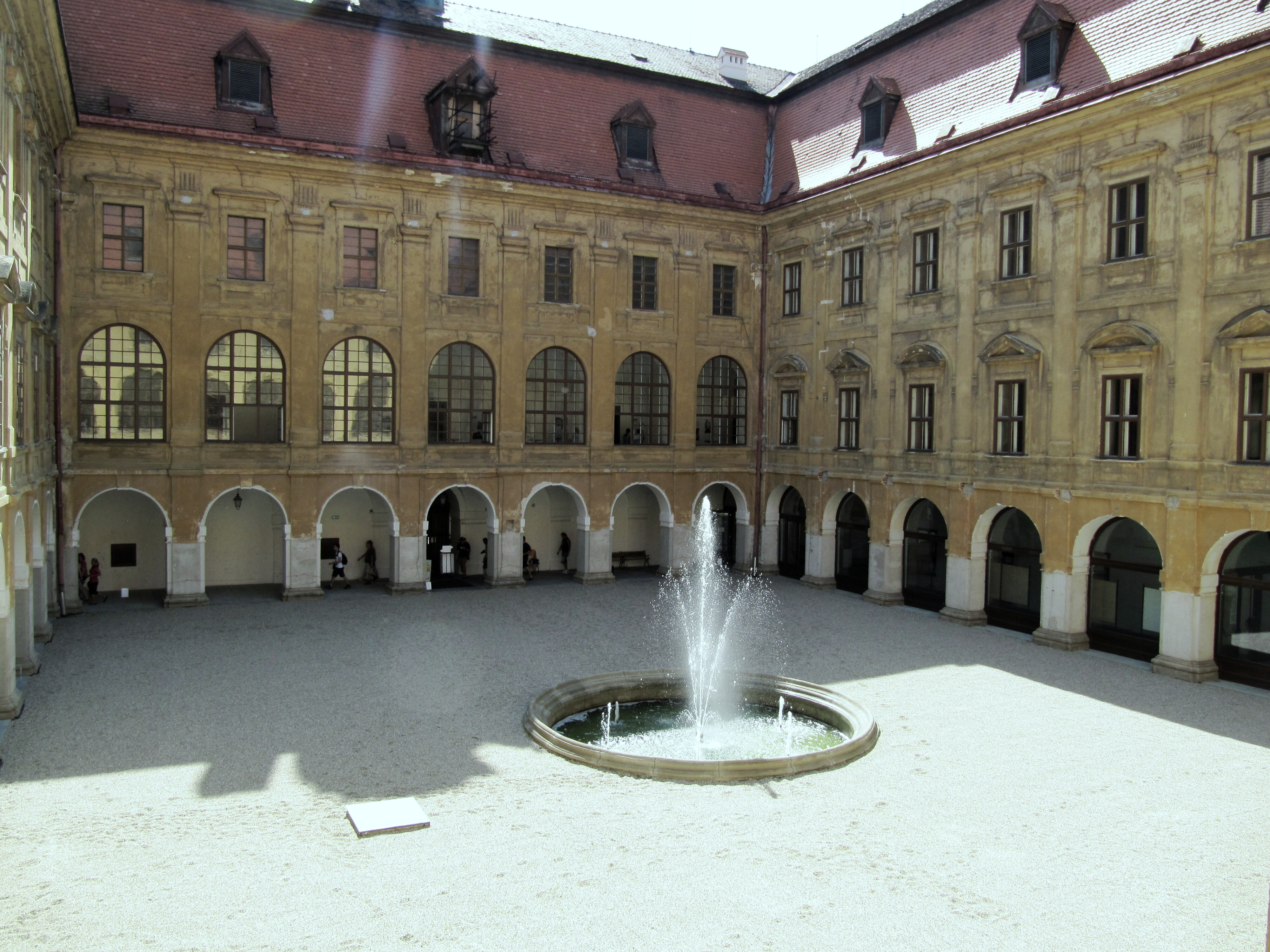
La cour intérieure.

## Transports
Par la route, Holešov se trouve à 17 km de Zlín, à 18 km de Kroměříž et à 286 km de Prague.

## Climat
| Mois                                  | jan.       | fév.       | mars       | avril     | mai       | juin      | jui.      | août      | sep.      | oct.      | nov.       | déc.       | année      |
| ------------------------------------- | ---------- | ---------- | ---------- | --------- | --------- | --------- | --------- | --------- | --------- | --------- | ---------- | ---------- | ---------- |
| Température minimale moyenne (°C)     | −3,6       | −2,8       | 0,3        | 4,1       | 8,7       | 12,1      | 13,7      | 13,6      | 10        | 5,9       | 2,3        | −2         | 5,2        |
| Température moyenne (°C)              | −1,2       | 0,5        | 4,5        | 9,8       | 14,2      | 17,8      | 19,7      | 19,7      | 14,9      | 9,8       | 4,9        | 0,1        | 9,6        |
| Température maximale moyenne (°C)     | 1,4        | 3,9        | 8,9        | 15,5      | 19,9      | 23,6      | 25,9      | 25,8      | 20        | 14        | 7,7        | 2,3        | 14,1       |
| Record de froid (°C) date du record   | −29,4 1985 | −26,2 1987 | −19,7 2005 | −8,8 1996 | −3 2007   | 0 2013    | 3,7 1984  | 3,7 1984  | −0,8 1986 | −7,6 1991 | −16,9 1988 | −22,8 1996 | −29,4 1985 |
| Record de chaleur (°C) date du record | 15,6 2002  | 17,5 2009  | 23,6 2021  | 29,3 2012 | 32,3 2005 | 33,8 1994 | 36,3 2007 | 36,9 2013 | 31,3 2019 | 26 2011   | 21,7 2008  | 15,4 1989  | 36,9 2013  |
| Précipitations (mm)                   | 29,4       | 30,6       | 36,4       | 37,1      | 73,1      | 76,3      | 78,9      | 67,2      | 67,6      | 46,8      | 39,7       | 35,4       | 618,4      |
| Nombre de jours avec précipitations   | 7,7        | 7,1        | 8,3        | 7,4       | 9,8       | 9,3       | 9,4       | 8         | 8,5       | 8         | 8          | 7,9        | 99,4       |

| Diagramme climatique                                  |             |            |             |             |              |              |              |          |           |            |           |
| J                                                     | F           | M          | A           | M           | J            | J            | A            | S        | O         | N          | D         |
| 1,4−3,629,4                                           | 3,9−2,830,6 | 8,90,336,4 | 15,54,137,1 | 19,98,773,1 | 23,612,176,3 | 25,913,778,9 | 25,813,667,2 | 201067,6 | 145,946,8 | 7,72,339,7 | 2,3−235,4 |
| Moyennes : • Temp. maxi et mini °C • Précipitation mm |             |            |             |             |              |              |              |          |           |            |           |

## Jumelages
- Turčianske Teplice (Slovaquie)
- Pszczyna (Pologne)
- Desinić (Croatie)

## Personnalités
- François-Xavier Richter (1709-1789), compositeur morave
- Jan Alois Hanke (de)
- Raphael Georg Kiesewetter (1773-1850), historien de la musique et musicologue
- Arnold Eisler (de)
- Zdeněk Bardoděj (1924-2008)
- Jaroslav Böhm (1901–1962)
- Theodor Čejka (1878–1957)
- Jiří Daehne (1937–1999)
- Růžena Děcká (*1946)
- Miroslav Lorenc (1896-1943)
- Mirko Očadlík (1904-1964)
- Ludmila Plecháčová-Mucalíková (1910-2004)
- Aleš Podhorský (1900-1964)
- Josef Rafaja (*1951)
- Jan Schneeweis (1904-1995)
- Jaroslav Simonides (1915-1996)
- Jiří Voženílek (1909–1986)

## Sources
- (en) Cet article est partiellement ou en totalité issu de l’article de Wikipédia en anglais intitulé « Holešov » (voir la liste des auteurs).

- (de) Cet article est partiellement ou en totalité issu de l’article de Wikipédia en allemand intitulé « Holešov » (voir la liste des auteurs).

- (cs) Cet article est partiellement ou en totalité issu de l’article de Wikipédia en tchèque intitulé « Holešov » (voir la liste des auteurs).